# Sem (equipo ciclista)
El equipo Sem fue un equipo ciclista francés que compitió profesionalmente entre el 1981 y 1985
Nació como heredero del antiguo Puch-Campagnolo-Sem con Jean de Gribaldy continuando la dirección deportiva. 
A finales de 1985 la estructura pasó a ser definitivamente Kas.

## Principales resultados
- París-Niza: Sean Kelly (1982, 1983, 1984, 1985)
- Vuelta a Suiza: Sean Kelly (1983)
- Lieja-Bastoña-Lieja: Steven Rooks (1983), Sean Kelly (1984)
- Giro de Lombardía: Sean Kelly (1983)
- París-Roubaix: Sean Kelly (1984)
- Volta a Cataluña: Sean Kelly (1984)
- París-Tours: Sean Kelly (1984)
- Amstel Gold Race: Gerrie Knetemann (1985)

### A las grandes vueltas
- Vuelta a España
  - 2 participaciones (1984, 1985)
  - 4 victorias de etapa:
    - 1 a la 1978: Éric Caritoux
    - 3 a la 1985: Sean Kelly (3)

  - 1 victoria final: Éric Caritoux (1984)
  - 1 clasificaciones secundarias:
    - Clasificación por puntos:  Sean Kelly (1985)

- Tour de Francia
  - 5 participaciones (1981, 1982, 1983, 1984, 1985)
  - 3 victorias de etapa:
    - 1 el 1982: Sean Kelly
    - 1 el 1984: Frédéric Vichot
    - 1 el 1985: Frédéric Vichot

  - 0 victorias final:
  - 5 clasificaciones secundarias:
    - Clasificación por puntos: Sean Kelly (1982, 1983, 1985)
    - Clasificación de los esprints intermedios: Sean Kelly (1982, 1983)

- Giro de Italia
  - 1 participaciones ((1985))
  - 0 victoria de etapa:
  - 0 victoria final:
  - 0 clasificaciones secundarias: